# Rudi vom Endt

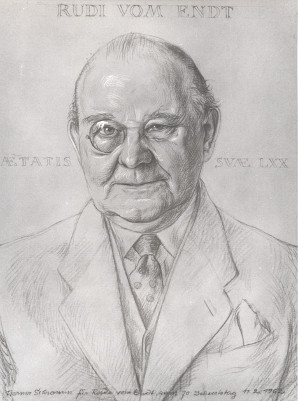
Rudi vom Endt (gezeichnet von Werner Schramm, 1962)

Rudolf „Rudi“ vom Endt (* 11. Februar 1892 in Düsseldorf; † 3. Dezember 1966 ebenda) war ein deutscher Kunstmaler, Schriftsteller und Weinpoet. 

## Leben
Rudi vom Endt, Sohn des Architekten Hermann vom Endt, war im Ersten Weltkrieg von 1911 bis 1920 aktiver Soldat bis zum Oberleutnant. War dann Malschüler an der Kunstakademie Düsseldorf mit dem Ziel Architekt zu werden. Er blieb beim Zeichnen und Malen, machte sich als Zeichner selbständig und wurde bekannt für seine spritzigen und ironischen Karikaturen. Seine Zeichnungen und Texte zeigen einen gewissen rheinischen Humor, dem das Menschlich-Unvollkommene nicht fremd ist. Als Schriftsteller war sein Arbeitsgebiet die Lyrik und Prosa. Er schrieb unter anderem Texte für das Kom(m)ödchen. Rudi vom Endt gehörte zur Düsseldorfer Szene „Das Junge Rheinland“ und war Mitglied des Malkasten Künstlervereins. 1960 erhielt Rudi vom Endt den Deutschen Weinkulturpreis.